# Borys Marynowski
Borys Marynowski, właśc. Eugeniusz Marynowski (ur. 10 czerwca 1946 w Wodzisławiu Śląskim, zm. 26 kwietnia 2005 w Lipsku) – polski aktor.

## Życiorys
Absolwent Wydziału Aktorskiego PWSFTviT w Łodzi (1974). Występował w Teatrze im. Juliusza Osterwy w Gorzowie Wielkopolskim, w latach 1974–1975 i 1983–1989 w Teatrze Narodowym, w latach 1976-1982 w Teatrze Polskim w Warszawie.
Spoczywa na cmentarzu ewangelicko-augsburskim w Warszawie (aleja 54, grób 6).

## Filmografia
- Trzecia granica (1975) jako Antek Wichniewicz
- Ostatnie takie trio (1976) jako ukochany panny młodej
- Barwy ochronne (1976) jako milicjant
- Brunet wieczorową porą (1976) jako milicjant w autobusie
- Ostatnie okrążenie (1977) jako oficer organizacji
- Prawo Archimedesa (1977) jako lekarz
- Akcja pod Arsenałem (1977) jako oficer wykładowca w podchorążówce
- Szpital Przemienienia (1978)
- Co mi zrobisz, jak mnie złapiesz? (1978) jako dziennikarz przeprowadzający wywiad
- „Ty pójdziesz górą...” (Eliza Orzeszkowa) (1978) jako Zygmunt
- Lekcja martwego języka (1979) jako austriacki oficer
- Golem (1979) jako pielęgniarz asystujący przy operacji
- Dom (1980) jako Juryś, piłkarz „Drukarza”
- Wielka majówka (1981) jako porucznik MO
- Miłość ci wszystko wybaczy (1981) jako hrabia Michał „Miś” Zborowski
- Czwartki ubogich (1981) jako kierownik hotelu
- Pan na Żuławach (1984) jako kierowca Leon Mikuła
- Życie wewnętrzne (1986) jako Młodobyk
- Koniec sezonu na lody (1987) jako dyrektor stadniny koni
- Krótki film o zabijaniu (1987) jako strażnik więzienny
- W klatce (1987) jako „przyjaciel” Marty
- Zmowa (1988) jako patolog
- Piłkarski poker (1988) jako „Narciarz”
- Panny i wdowy (1991) jako żołnierz francuski (odc. 2)
- Pułkownik Kwiatkowski (1995) jako adiutant pułkownika Kiziora
- Cwał (1995) jako kapitan aresztujący ciotkę